# Satyrus agda
Satyrus agda är en fjärilsart som beskrevs av Hans Fruhstorfer 1908. Satyrus agda ingår i släktet Satyrus och familjen praktfjärilar. Inga underarter finns listade.